# Eddie Hopkinson
Edward "Eddie" Hopkinson (29. oktober 1935 – 25. april 2004) var en engelsk fodboldspiller, der spillede 18 år som målmand hos Bolton Wanderers, hvor han fortsat er indehaver af klubrekorden for flest optrædener. Med Bolton vandt han FA Cuppen i 1958.
Hopkinson blev desuden noteret for 14 kampe for Englands landshold. Han var en del af den engelske trup til VM i 1958 i Sverige.

## Titler
FA Cup
- 1958 med Bolton Wanderers